# Prehistoria en Italia

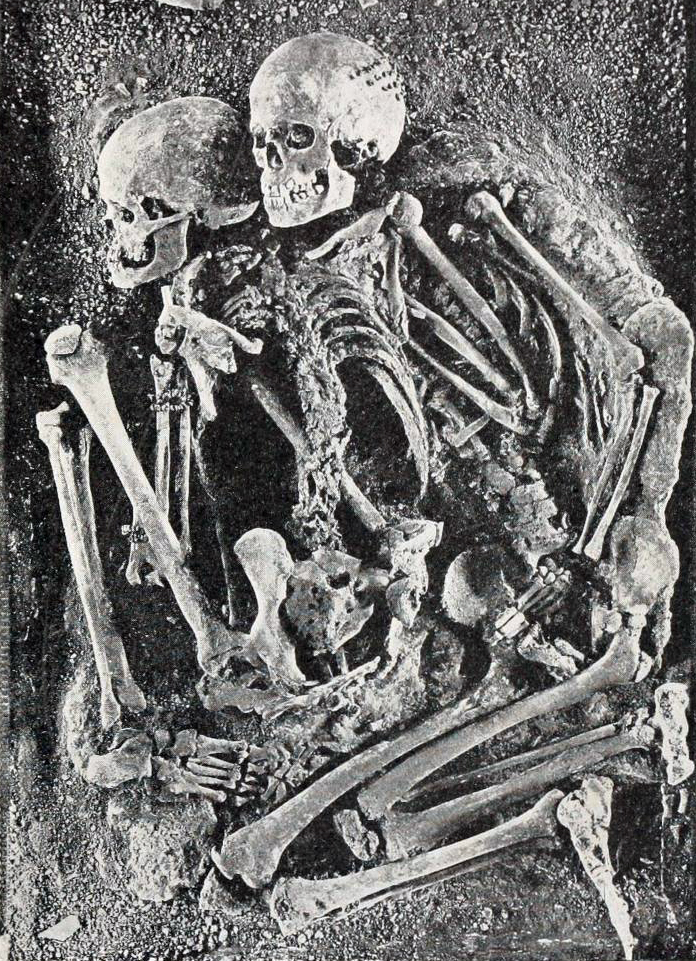
Fósiles del Hombre de Grimaldi (fotografía de 1916.

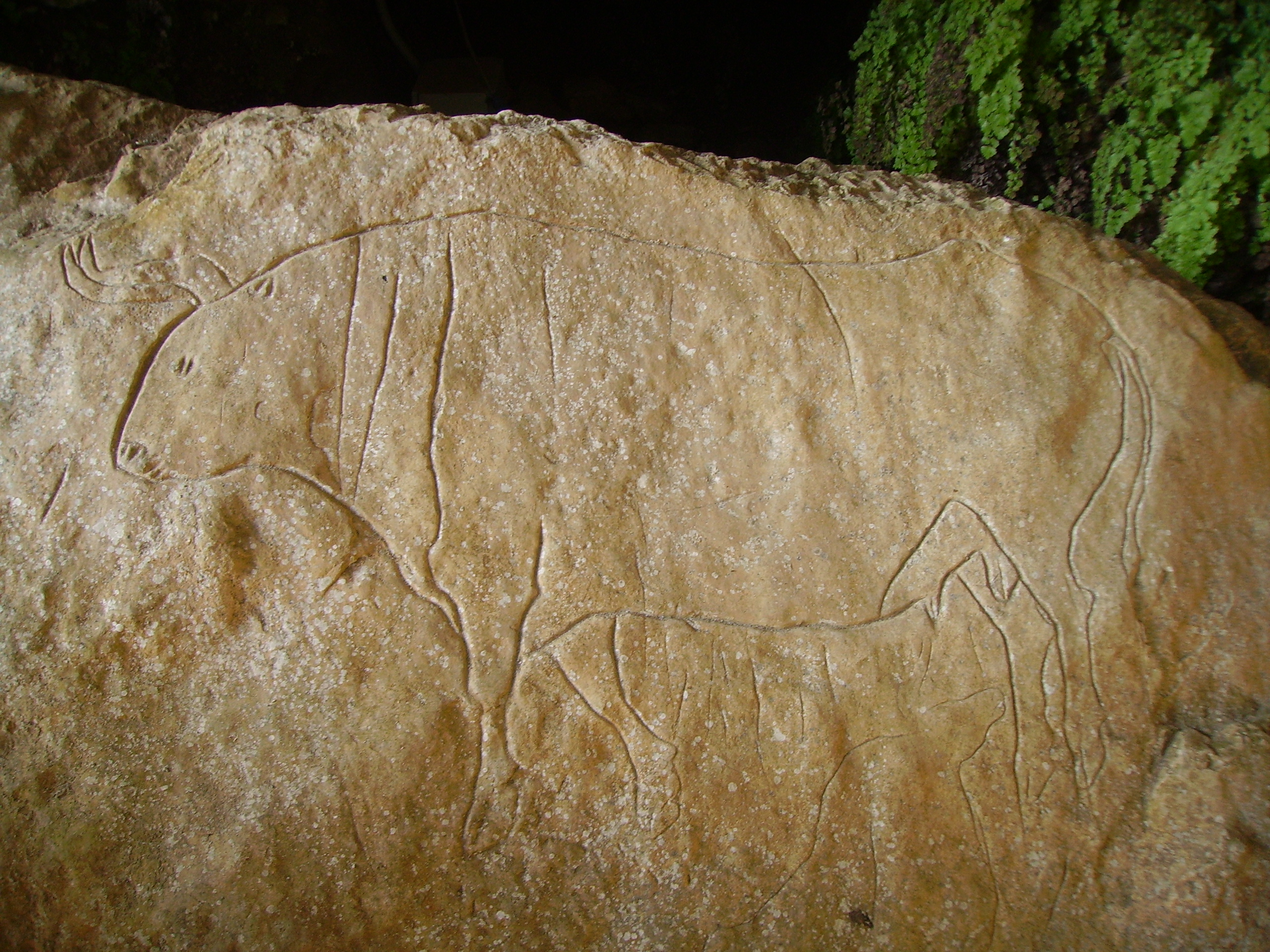
Relieve de la cueva Romito (cerca de Cosenza, que representa un uro.

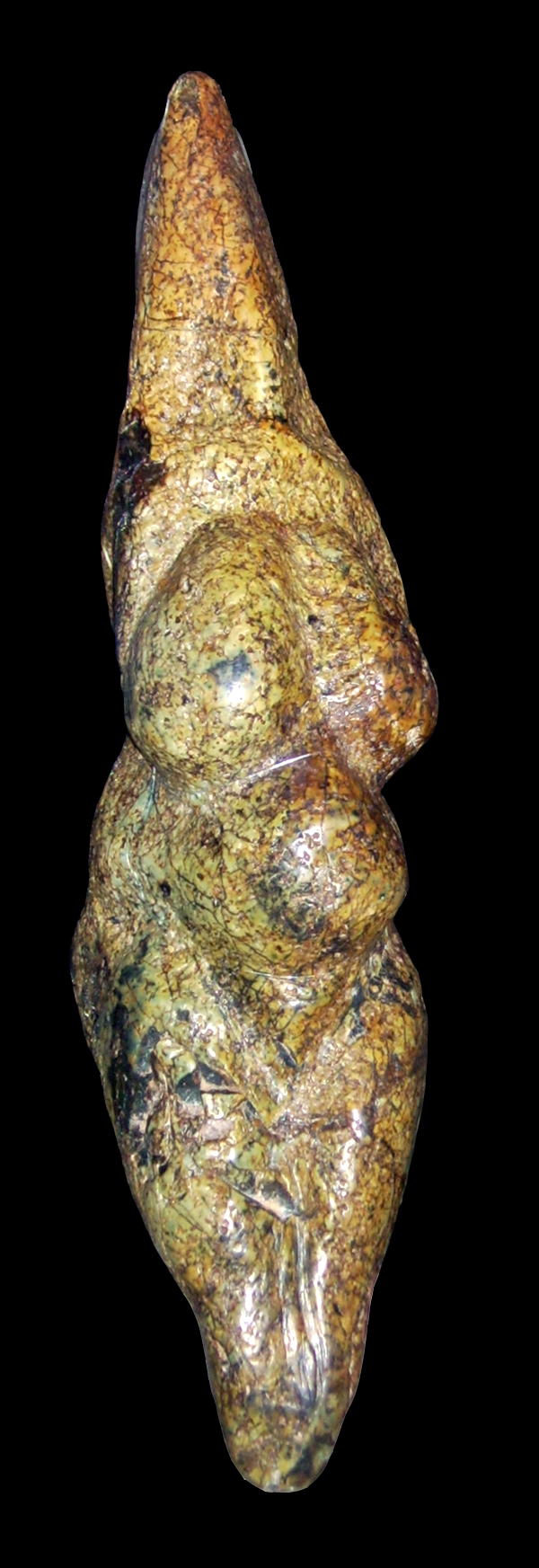
Venus de Savignano.

Prehistoria de Italia o en Italia son denominaciones del periodo de la historia de Italia que precede al inicio de la historia (entendida ésta como el registro escrito de los acontecimientos del pasado). En ausencia de fuentes escritas son las fuentes arqueológicas las que permiten su reconstrucción. La utilización del marco geográfico de la actual Italia responde a las convenciones historiográficas de la historia nacional.
El inicio de la presencia humana en el territorio pueden rastrearse hasta hace 850.000 años; mientras que el final de la prehistoria y el inicio de la protohistoria se produjo en la primera mitad del I milenio a. C., con la colonización griega en la costa sur y el desarrollo en el interior de la civilización etrusca.

## Paleolítico
La geografía de la península itálica era muy diferente a la actual durante las glaciaciones, existiendo istmos que la conectaban con las islas de Sicilia y Elba, y un mar Adriático muy reducido (comenzaba en la actual península de Gargano.
Hay evidencias de presencia de Homo neanderthalensis, desde hace unos 50,000 años, en unos veinte yacimientos, como los de Grotta Guattari y Breuil grotto (ambas en San Felice Circeo, al sur de Roma) y el de Grotta di Fumane (provincia de Verona).
La llegada de la especie humana actual se testimonia con un grupo de fósiles, de los que el denominado Hombre de Grimaldi (Balzi Rossi, Ventimiglia) produjo teorías dispares, a causa de sus diferencias tipológicas con el Hombre de Cromagnon, que actualmente se interpretan como variaciones compatibles con la unidad de especie del Homo sapiens arcaico. En noviembre de 2011 se dataron en el Oxford Radiocarbon Accelerator Unit un diente que hasta entonces se creía de un Neanderthal infantil, desenterrado en 1964 en Grotta del Cavallo, identificándose como de humano moderno y otorgándole una antigüedad entre 43,000 y 45,000 años, lo que los convierte en los más antiguos localizados en Europa.

## Epipaleolítico y Mesolítico
El final de la última glaciación en la era actual (Holoceno, hace unos 12,000 años) provocó una disminución de las grandes piezas de caza que constituían una parte principal de la alimentación, con lo que los humanos hubieron de cambiar su forma de vida; se localizan para esta época yacimientos en zonas costeras, donde sería más accesible otro tipo de alimentación.

## Neolítico

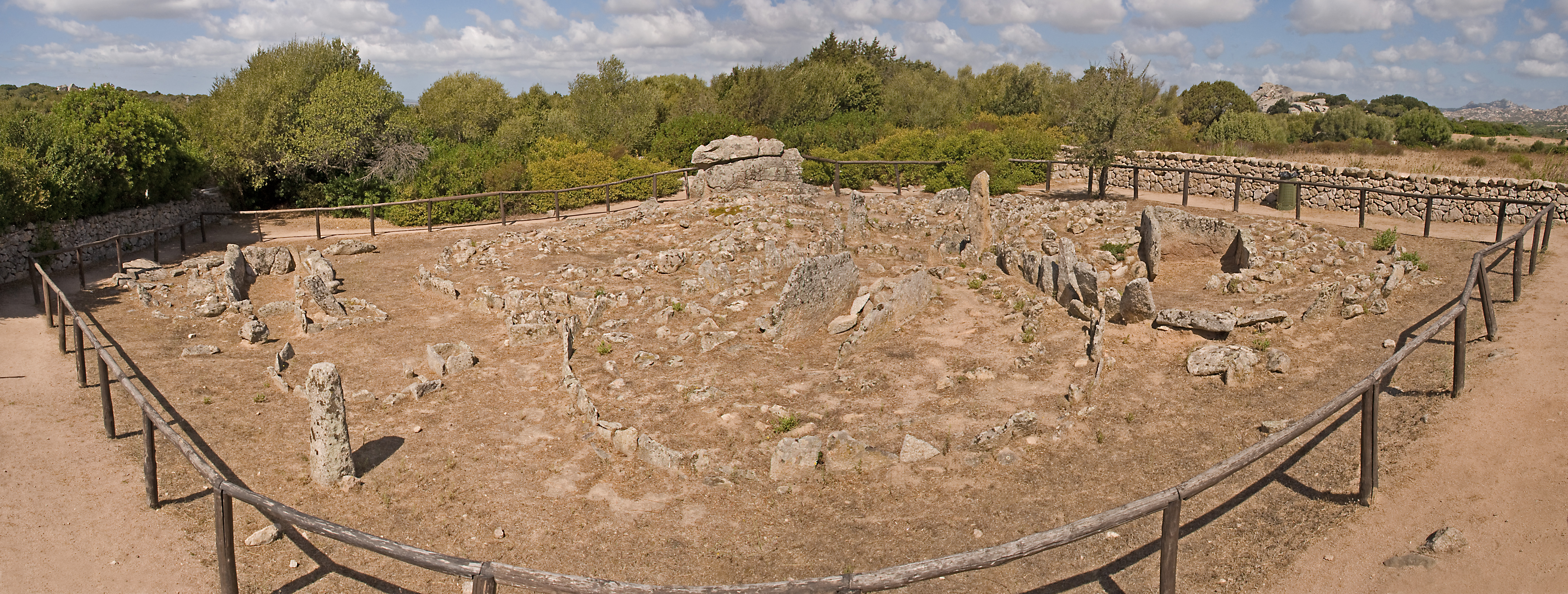
Tumbas circulares de Li Muri en Arzachena, uno de los yacimientos megalíticos más antiguos en Italia.

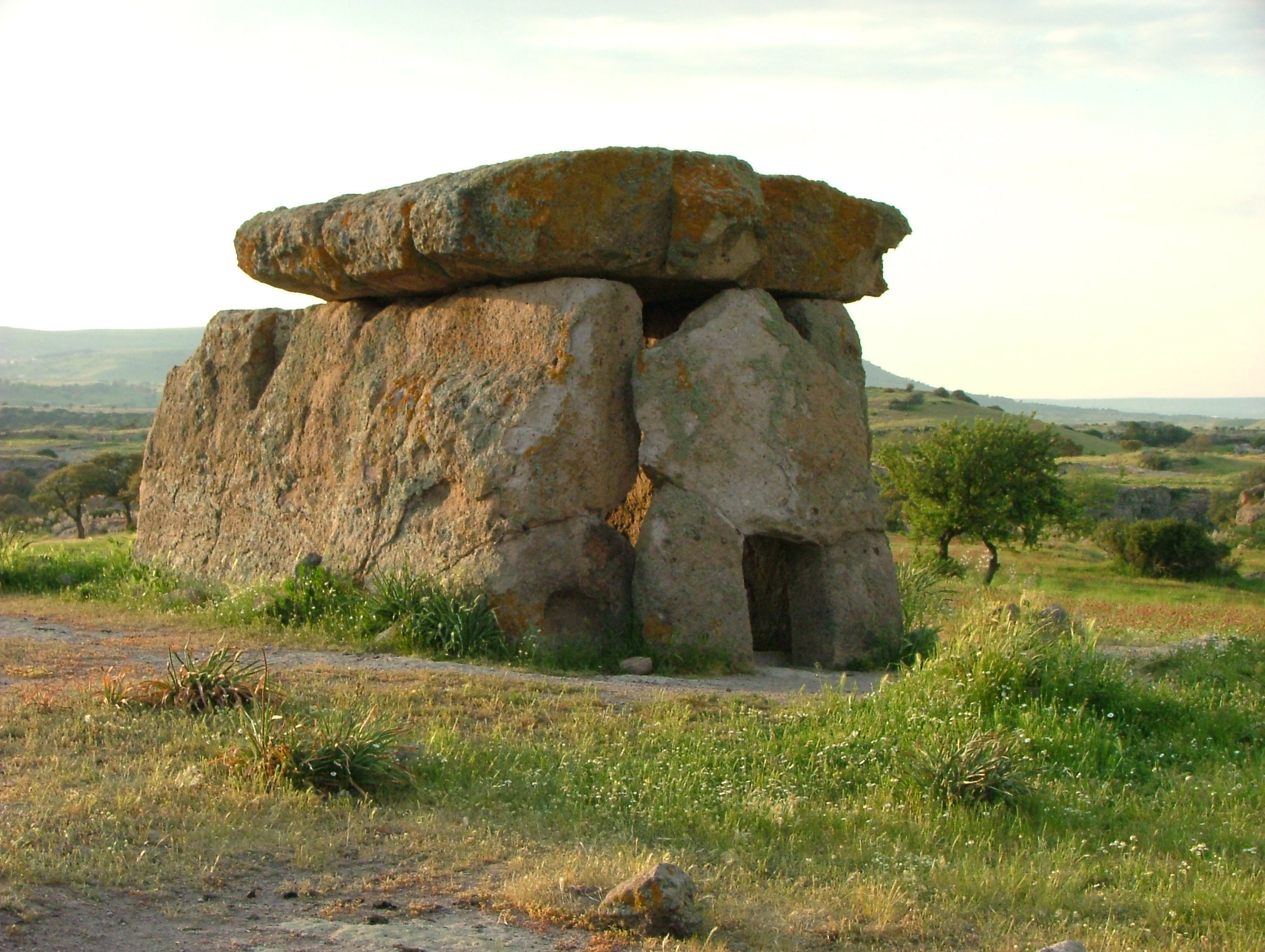
Dolmen de Sa Coveccada, en Cerdeña.

El Neolítico se detecta a través de la aparición de la cerámica cardial (que también se denomina impressa -"impresa"-, al haberse producido con la impresión de otros objetos y no sólo con la concha de Cardium edulis).
La impressa se halla en toda la península, hasta la costa ligur, diferenciándose de la cardial occidental, que se extiende desde Provenza hasta la península ibérica y el Norte de África.
Desde el Neolítico final se desarrolla el megalitismo (un fenómeno cultural común a Europa Occidental) en el valle de Aosta y la isla de Cerdeña. Ya en la Edad del Bronce, estructuras megalíticas se construyeron en el Lazio, Puglia y la isla de Sicilia.

## Calcolítico

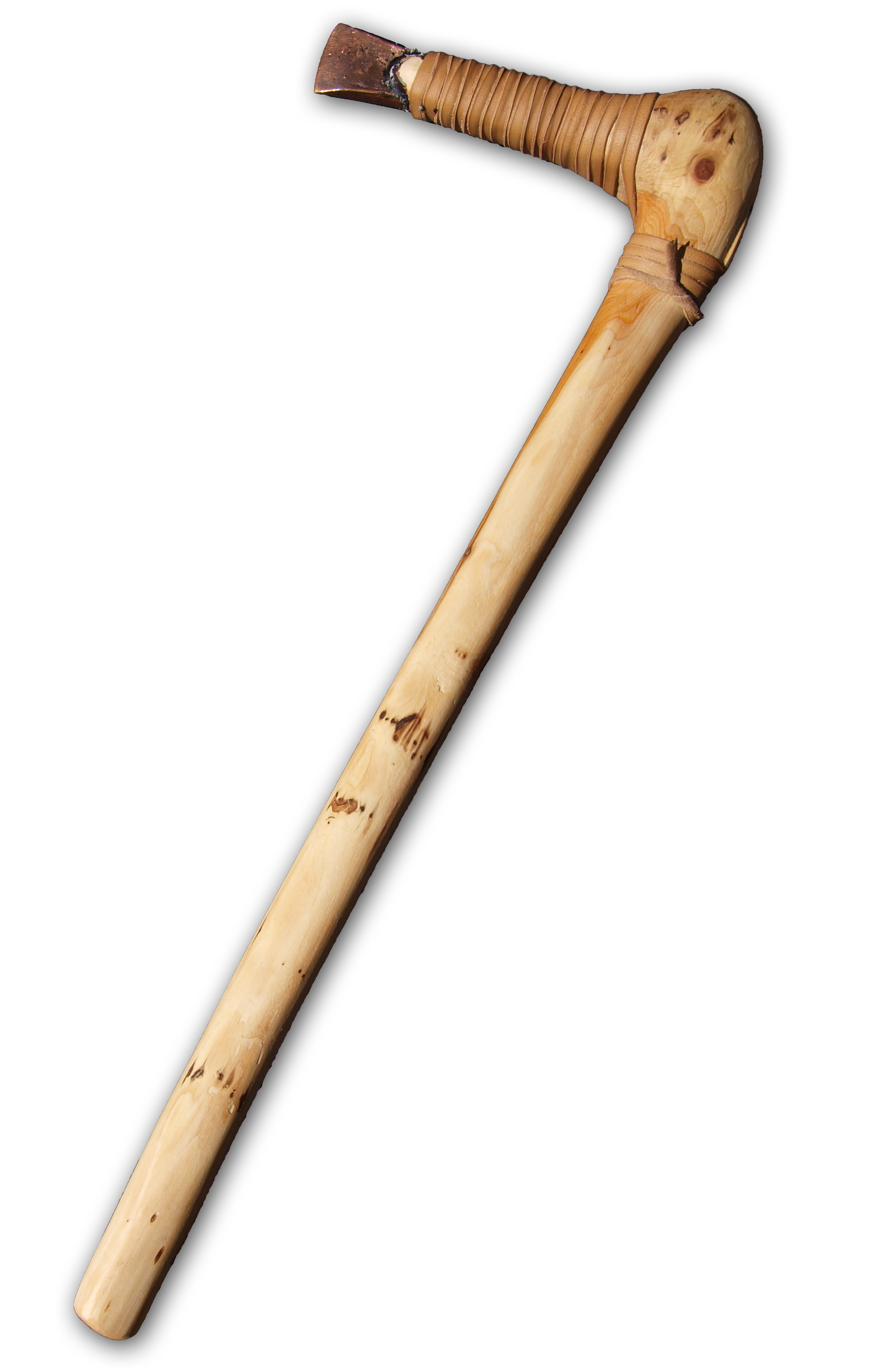
Reconstrucción del hacha de cobre de Ötzi.

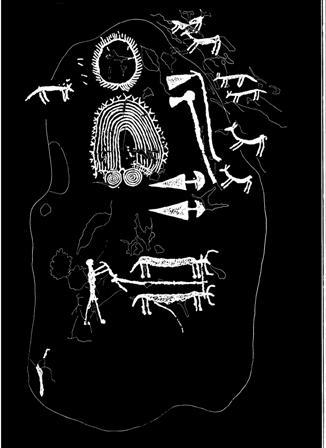
Estatua-estela de Bagnolo, en Brescia, asociable a la cultura de Remedello. Las estatuas-estela o estatuas-menhir son comunes en el megalitismo.

Con los nombres de cultura de Remedello, cultura de Rinaldone y cultura de Gaudo se denomina a las culturas del Neolítico final de las actuales regiones de Lombardía, Toscana, Lazio y Campania. A veces se las califica como eneolíticas, por la aparición de los primeras utensilios de cobre. Culturas eneolíticas son también la cultura Laterza en Puglia y Basilicata, la cultura Abealzu-Filigosa en Cerdeña, la cultura Conelle-Ortucchio en Abruzzo y Marche, la cultura Serraferlicchio en Sicilia y el grupo Spilamberto en Emilia-Romagna.
Los menhires-estatua más antiguos, que incluyen la representación de armas, se levantan durante este periodo en zonas de Italia septentrional, Puglia y Cerdeña (cultura Ozieri). Esta traducción escultórica parece tener sus orígenes en la estepa póntico-caspiana (cultura yamna), y aparece en otras regiones más tarde, en las Edades del Bronce y del Hierro.
La cerámica de bandas marca la transición entre el Eneolítico y la Edad del Bronce.

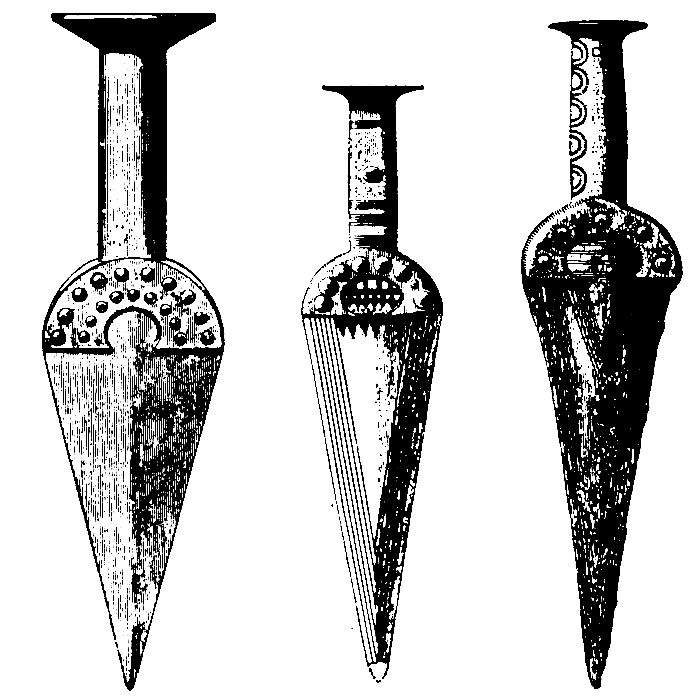
Puñales del comienzo de la Edad del Bronce.

## Edad del Bronce

### Cultura nurágica

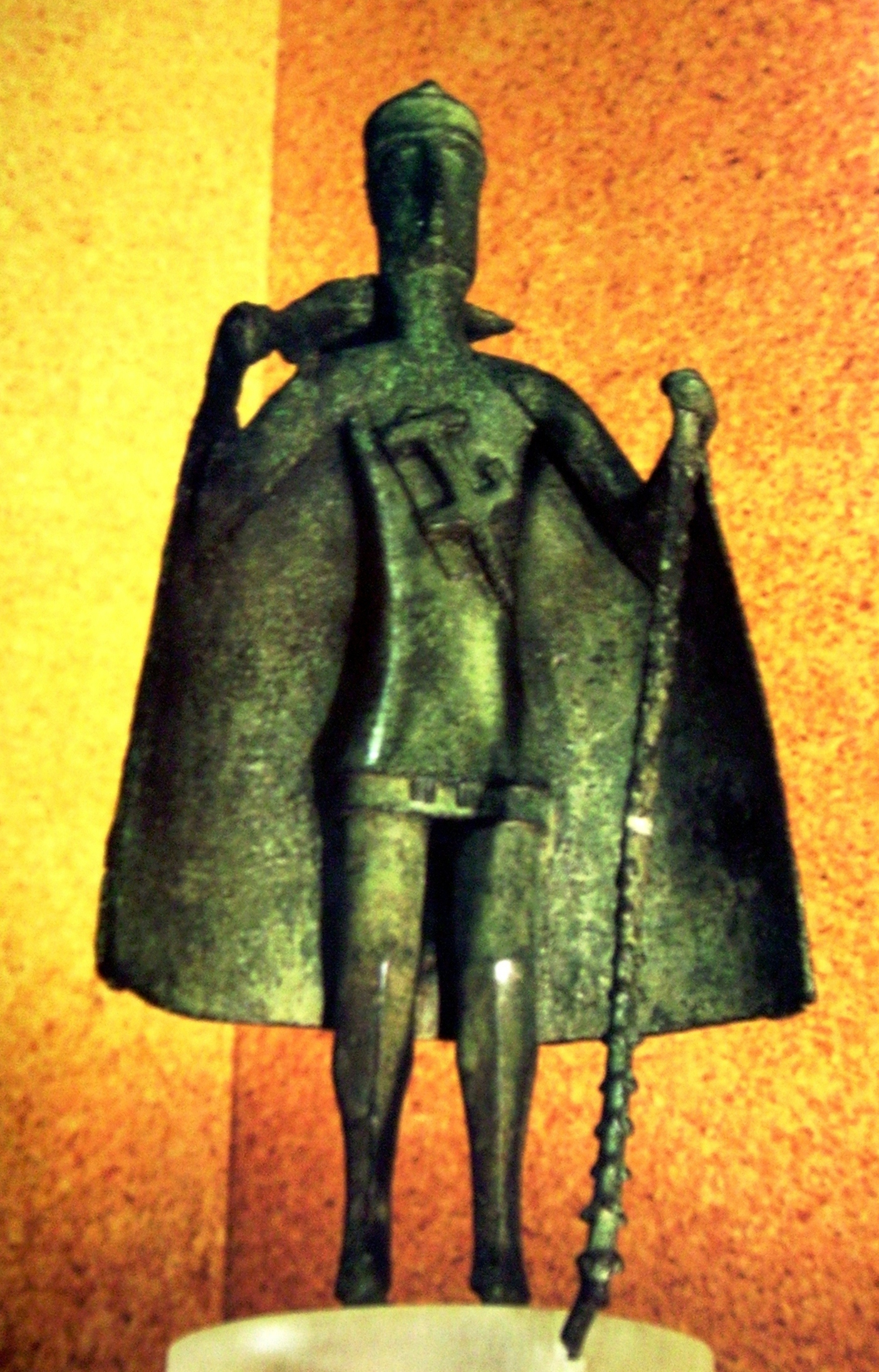
Estatuilla de bronce que posiblemente representa a un jefe tribal. Cagliari, Museo Archeologico Nazionale.

Localizada en Cerdeña y en el sur de Córcega (donde se denomina cultura torreana), la cultura nurágica se desarrolló desde el siglo XVIII a. C. hasta el siglo II a. C., es decir, hasta la romanización. Evolucionó desde la preexistente cultura megalítica (dólmenes y menhires). Toma su nombre de unas características torres denominadas nuraghe, cuyo uso sigue siendo todavía objeto de debate (tumbas monumentales, fortalezas, hornos metalúrgicos, prisiones o templos de culto solar). Los antiguos sardos eran un pueblo marino y guerrero, que comerciaba con otros pueblos mediterráneos, como atestiguan hallazgos exóticos en los nuraghe, como ámbar báltico, estatuillas de bronce que representan animales africanos, armas del Mediterráneo oriental y cerámica micénica. Se ha propuesto identificarlos con los Sherden, uno de los pueblos del mar que desestabilizaron Egipto y otras zonas civilizaciones antiguas hacia el siglo XII a. C.
Otros elementos originales de la civilización sarda son los "pozos sagrados", quizás dedicados al agua sagrada del culto lunar, las "tumbas de gigantes", estructuras similares al megaron helénico y refinadas estatuillas, algunas de las cuales se han encontrado en tumbas etruscas, demostrando la relación existente entre ambos pueblos.

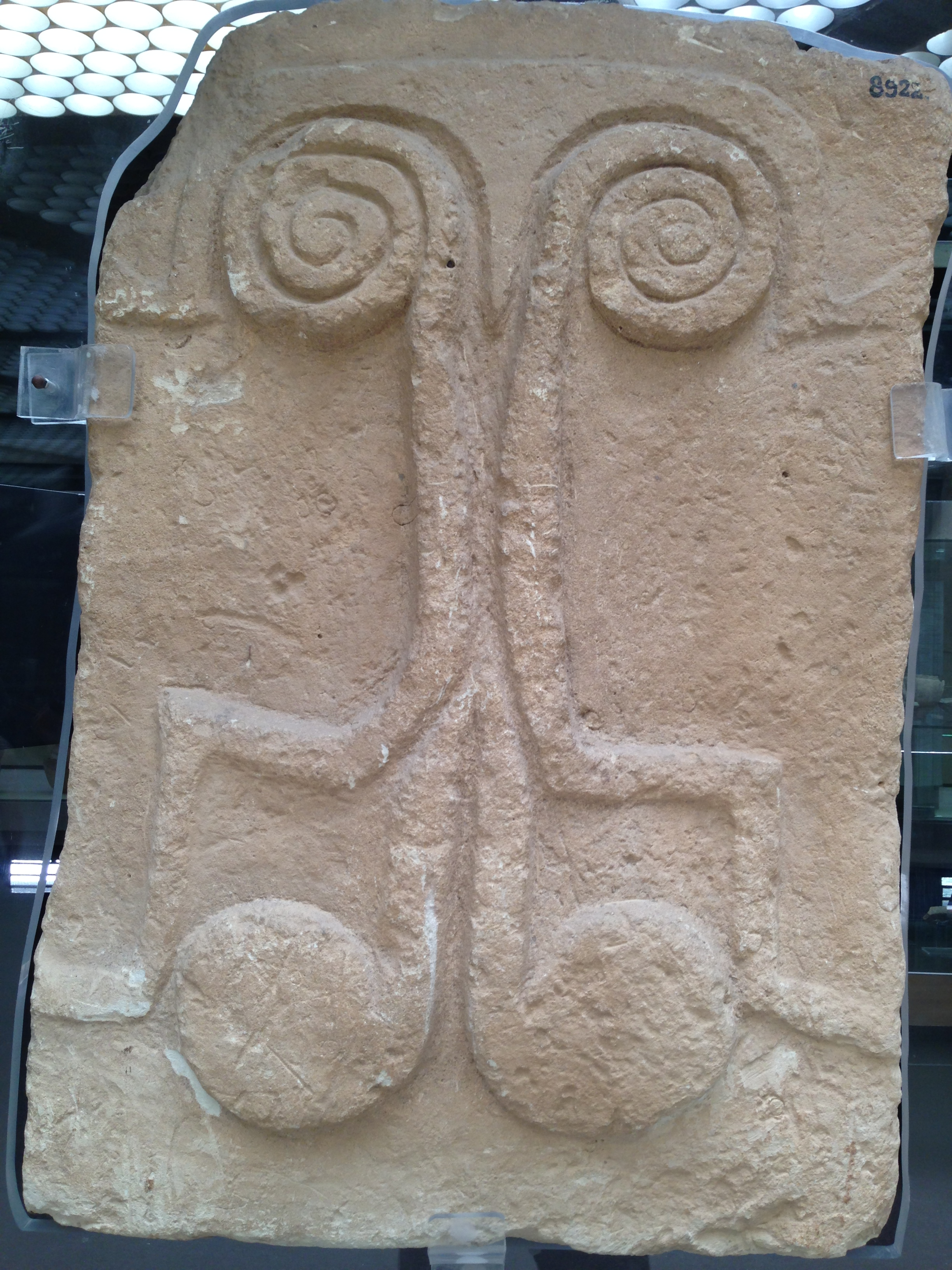
Puerta de tumba de la cultura de Castelluccio.

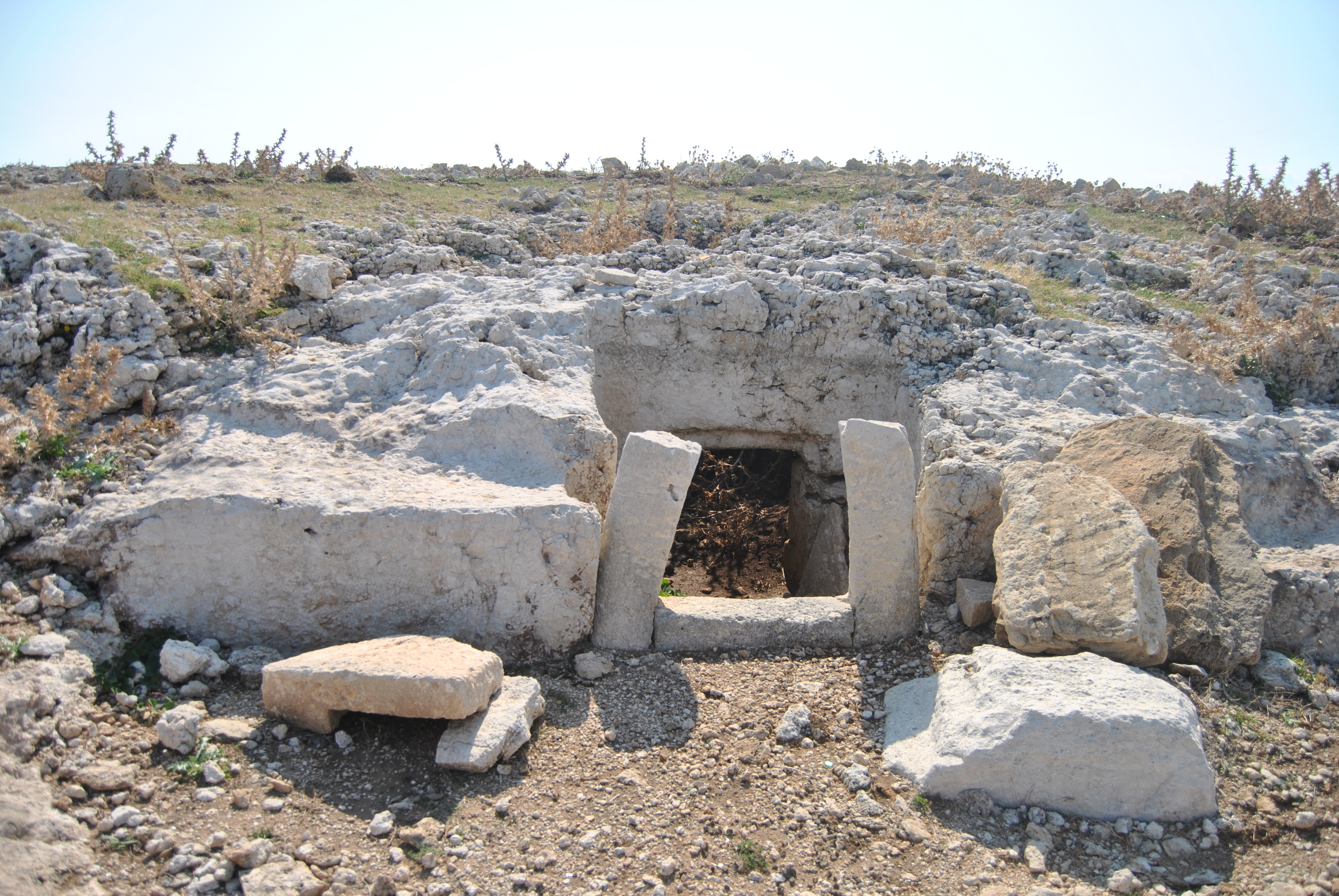
Tumba de Thapsos.

### Culturas de Castelluccio y de Thapsos
En Sicilia se desarrolló la cultura de Castelluccio, en la que destaca el yacimiento de Tapso o Thapsos (cultura de Thapsos).

### Cultura apenínica
En Italia meridional y centra se desarrolló la denominada cultura apenínica o de los Apeninos durante la Edad del Bronce.
El pueblo de esta cultura era predominantemente ganadero, y no se limitaba a las estribaciones montañosas. Construyó asentamientos bien defendidose en lugares elevados, y construía campamentos temporales en cuevas y abrigos en sus rutas trashumantes entre los pastos de verano y de invierno. Se han encontrado muestras de su cerámica en la Colina Capitolina de Roma.

### Cultura de las Terramaras

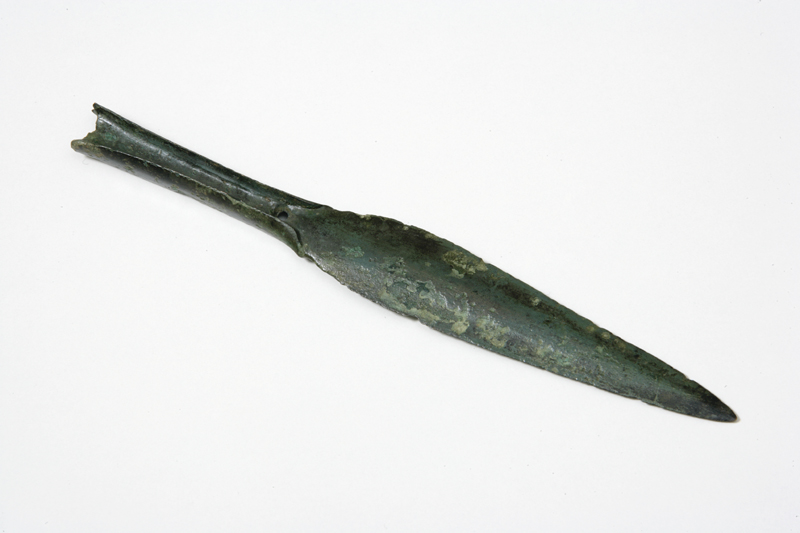
Puñal de la cultura de las Terramaras.

La cultura de las Terramaras pertenece al Bronce Medio y Final, entre los siglos XVI y XII a. C., y se desarrolló en la actual llanura padana, entre Módena y Bolonia, a lo largo del río Panaro. Se la identifica con la llegada de los primeros pueblos itálicos. Construyó aldeas fortificadas con casas de madera de planta cuadrada, generalmente junto a cursos de agua, con calles trazadas en ángulo recto. Se ha sugerido que los asentamientos terramaras de la región de Emilia actuaron como un centro comercial de una ruta que conectaba el ámbar báltico y el estaño de Erzgebirge, a través de Val Camonica y el río Po, con Grecia y el Mediterráneo Oriental. Hacia el siglo XII a. C. el sistema de las Terramaras decayó, abandonándose los asentamientos. La población se desplazó hacia el sur, donde se mezcló con el de la cultura de los Apeninos.

### Cultura de los castellieri

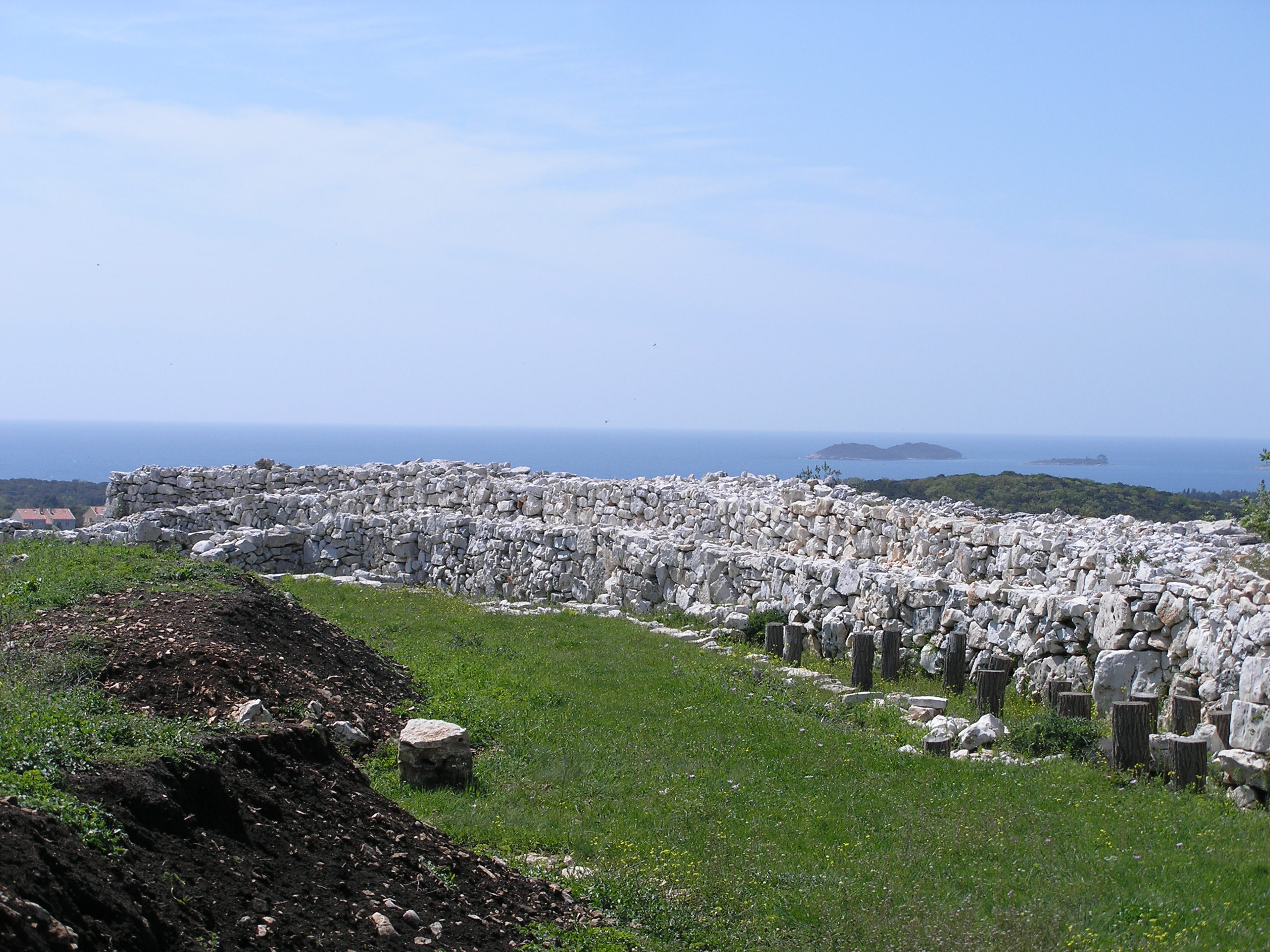
Castelliere de Monkodonja (Croacia).

La cultura de los castellieri se desarrolló en Istria en el Bronce Medio, desde el siglo XV a. C., extendiéndose al Friul, Venecia Julia, Dalmacia y zonas vecinas. Se prolongó durante más de un milenio hasta la conquista romana del siglo III a. C. Toma su nombre de los asentamientos la caracterizan (castellieri -cjastelir en la idioma friulano-), fortificados en alturas naturales y con una o varias murallas concéntricas, de forma circular-elíptica (en Istria y Venecia Julia) o cuadrangula (en Friul).
La etnicidad del pueblo portador de esta cultura es incierta, aunque parece que eran pre-indoeuropeos, y que habrían llegado a la zona desde el mar (su posible origen ilírico no está demostrado). Los primeros castellieri se identifican con el megalitismo micénico.

### Cultura de Canegrate
La cultura de Canegrate se desarrolló desde el Bronce Medio (siglo XIII a. C.) hasta la Edad del Hierro en la llanura padana, al oeste de Lombardía, el este del Piamonte y Ticino. Toma su nombre de la ciudad de Canegrate, donde se hallaron cincuenta tumbas con cerámicas y objetos metálicos. La terracota de Canegrate es muy similar a la que en la misma época se realizaba al norte de los Alpes. El pueblo portador de esta cultura parece ser un pueblo guerrero que descendió a la llanura padana desde los Alpes suizos y el Ticino.

### Cultura proto-vilanoviana

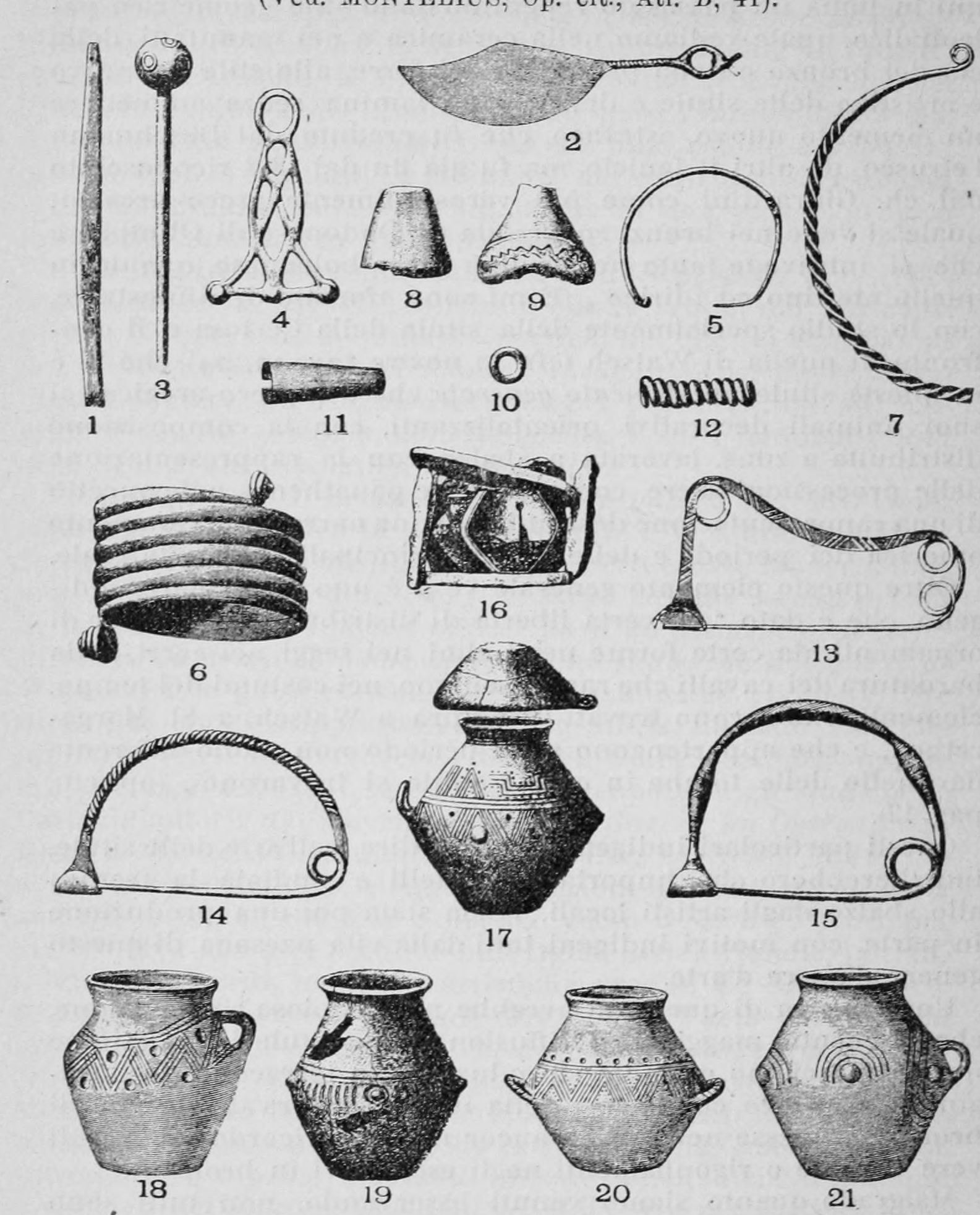
Repertorio de cultura material proto-villanoviana de la necrópolis de Bismantova.

## Edad del Hierro

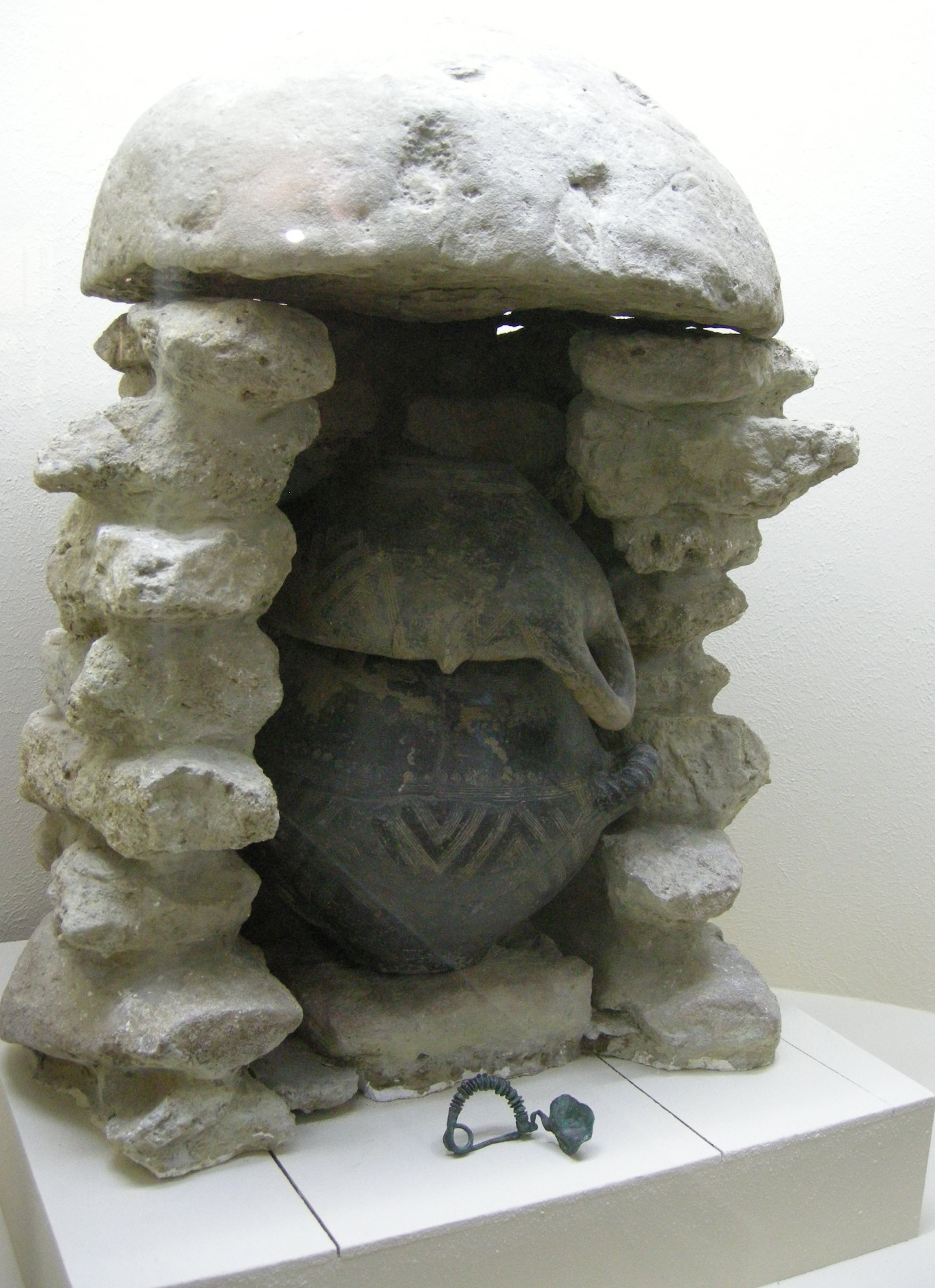
Tumba vilanoviana del (Museo Guarnacci, Volterra).

### Cultura de Villanova
Debe su nombre a una localidad de la franzione Castenaso de Bolomoa, donde se descubrió una necrópolis por el arqueólogo Giovanni Gozzadini en 1853-1856.
Con gran similitud a los proto-vilanovianos, se caracterizan por las sepulturas de incineración, en la que las cenizas se depositan en urnas bicónicas. Eran inicialmente un pueblo agrícola con un sistema social sencillo. Posteriormente se introdujeron artesanías sofisticadas (metalurgia, cerámica), detectándose la estratificación social y la acumulación de riquezas.

### Cultura de Golasecca

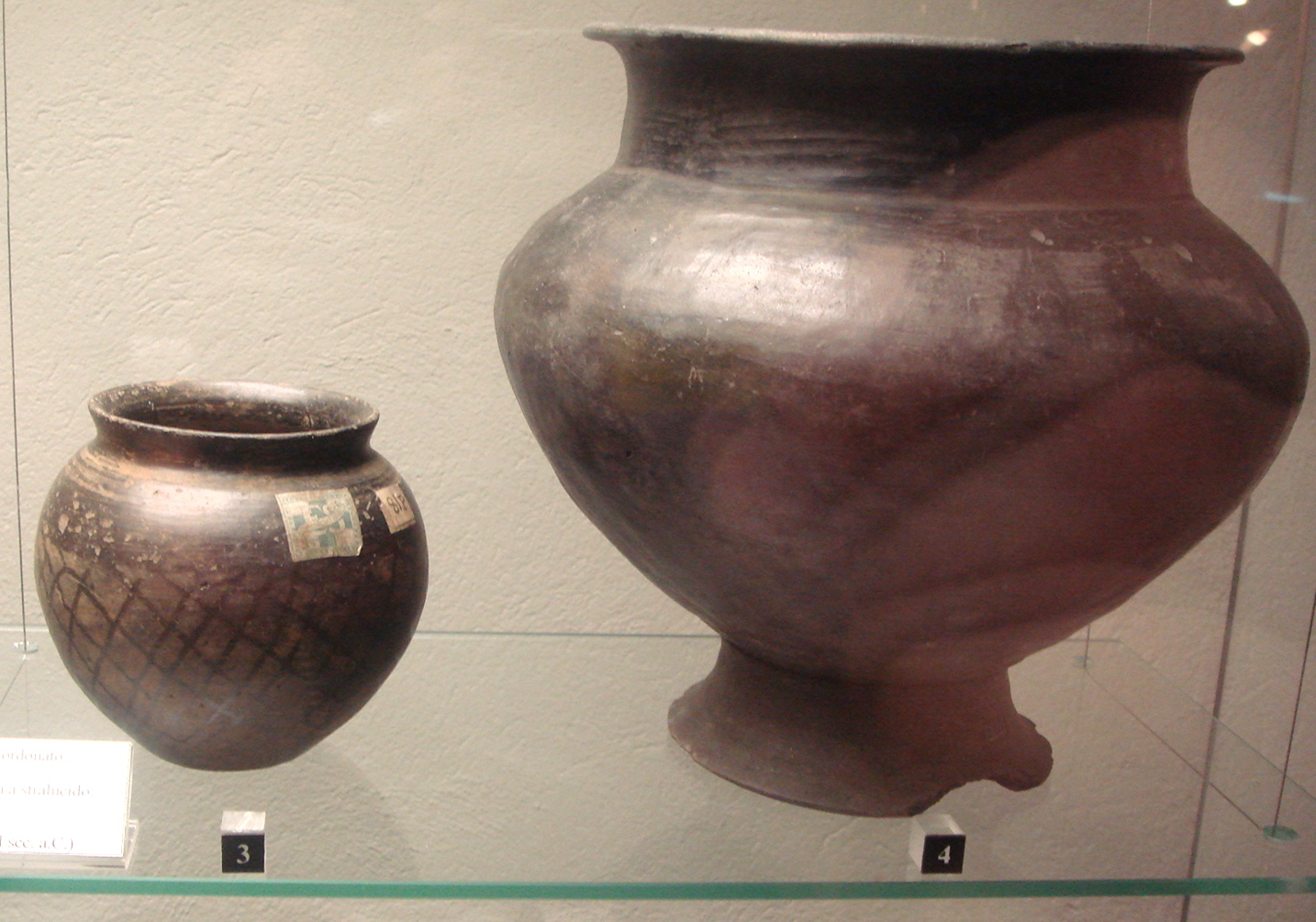
Cerámica Golasecca.

La cultura de Golasecca se desarrolló entre el siglo IX y el IV a. C. al norte de la llanura del Po. Toma su nombre de la localidad de Golasecca, donde el abad Giovanni Battista Giani excavó en el siglo XIX los primeros yacimientos (medio centenar de tumbas con cerámica y objetos metálicos). Ocupa un espacio de 20,000 kilómetros cuadrados al sur de los Alpes, entre los ríos Po, Sesia y Serio.
Sus orígenes derivan de la cultura de Canegrate y de la denominada culutra proto-Golasecca (siglos XII al X a. C.) Las recientes excavaciones han demostrado la continuidad de esta colutra tras la invasión de los galos (ca. 390/380 a. C.) El pueblo portador de esta cultura desarrolló comercio con los etruscos y la cultura de Hallstat, incluso alcanzó a comerciar con productos procedentes del espacio griego (aceite, vino, bronce y cerámica) y del norte de Europa (estaño y ámbar).
En una tumba Golasecca hallada en Pombia se ha encontrado la más antigua muestra de cerveza de lúpulo.

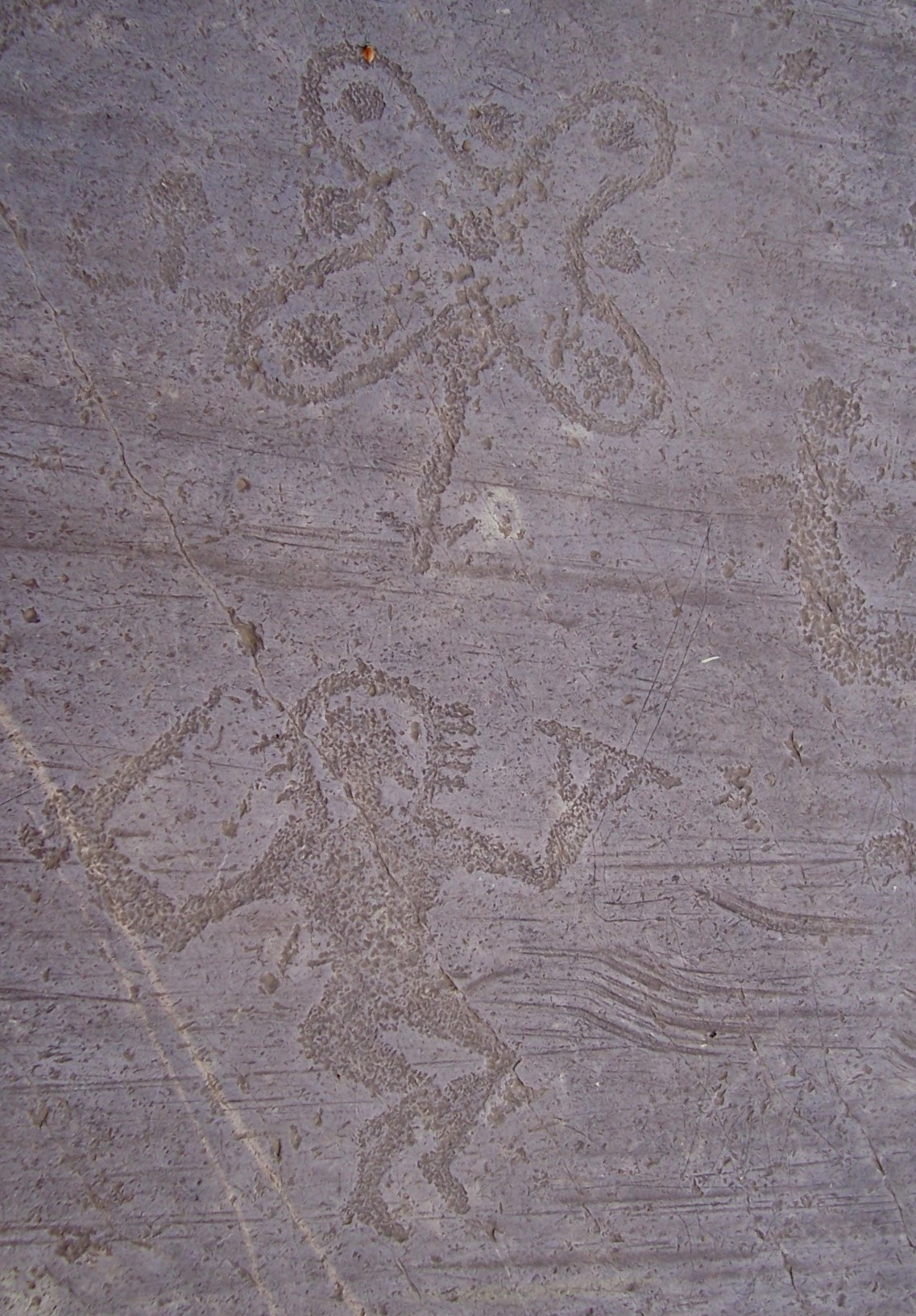
Petroglifos de Val Camonica.

### Camuni
Los camuni son un antiguo pueblo de incierto origen (euganei según Plinio el Viejo, retios según Estrabón), que vivían en Val Camonica, al norte de Lombardía, zona con presencia de grupos cazadores, ganaderos y agricultores desde el Neolítico hasta la Edad del Hierro. Prueba de su importancia es la existencia de numerosos hornos de hierro en Val Camonica. La importancia histórica de la zona se debe sobre todo a los trescientos mil petroglifos, que se datan desde el Paleolítico hasta la Edad Media.

## Periodo prerromano

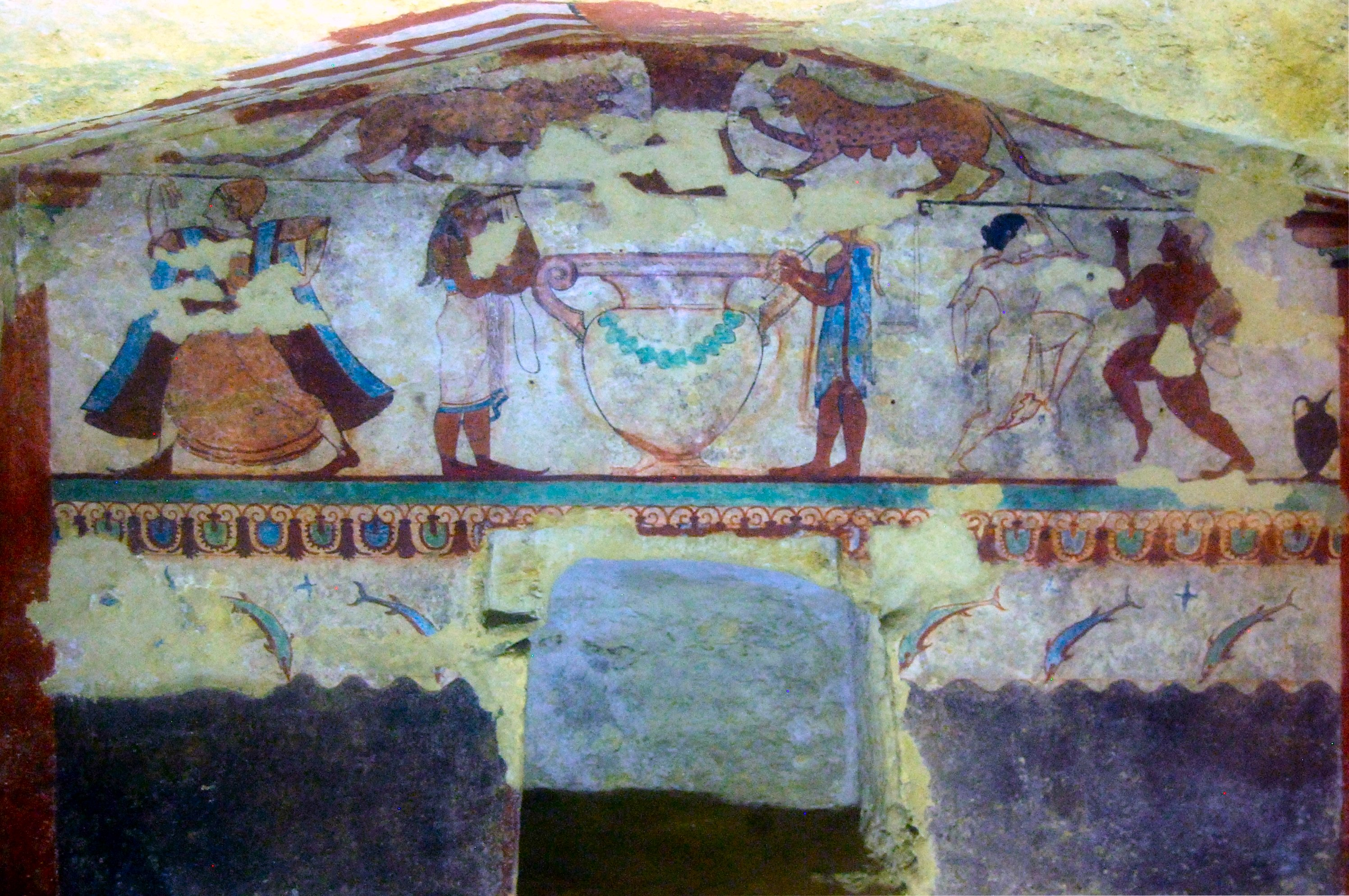
Fresco etrusco de Tarquinia

Los ligures eran un pueblo indoeuropeo del norte de Italia (actual Liguria, sur del Piamonte y costa mediterránea de la actual Francia). Los vénetos (noreste de Italia) probablemente procedían de Iliria, aunque recientes estudios proponen un origen en Asia Menor.
En el centro de la península se establecieron los etruscos, pueblo pre-indoeuropeo de incierto origen, que utilizó la escritura (alfabeto etrusco), por lo que es ya una civilización histórica.
El resto de los pueblos de la zona eran de origen indoeuropeo: umbros, latinos, sabinos, volscos, faliscos, ecuos. Más al sur los picenos, samnitas, molisos, daunios, mesapios y peucetios (formando la confederación apulia), lucanos y brucios. En Sicilia sicelos, elimianos y sículos. En Cerdeña continuaban los nurágicos. De entre todos ellos, aparte de los latinos de Roma (que terminaron imponiéndose no sólo entre los pueblos itálicos, sino en todo el Mediterráneo), los de mayor éxito fueron los samnitas, que consiguieron crear una gran federación en los Apeninos centrales, consiguiendo enfrentarse con éxito a los romanos en las guerras samnitas.
En la Italia meridional la colonización fenicia y, sobre todo, la colonización griega, muy profunda entre los siglos VIII y III a. C., conformó una zona de gran desarrollo cultural denominada Magna Grecia.